# Testamento segreto
Il testamento segreto è un testamento costituito da una fattispecie complessa. Prevede infatti: 
- un atto redatto dal testatore
- la consegna al notaio che lo sigilla in busta chiusa
- la dichiarazione del testatore che il plico contiene il suo testamento (se è muto o sordomuto, deve scrivere tale dichiarazione in presenza dei testimoni e deve dichiarare per iscritto di aver letto il testamento, se questo è stato scritto da altri[1]).

Il testamento segreto presenta un duplice vantaggio: in quanto redatto dal testatore, nessun altro è a conoscenza delle disposizioni testamentarie; in quanto consegnato al notaio, si evitano i rischi di dispersione o distruzione (anche accidentali) del documento. 